# Jean Arthurová
Jean Arthurová (nepřechýleně Jean Arthur, rodným jménem Gladys Georgianna Greeneová; 17. října 1900 Plattsburgh – 19. června 1991 Carmel-by-the-Sea) byla americká divadelní a filmová herečka.

## Život

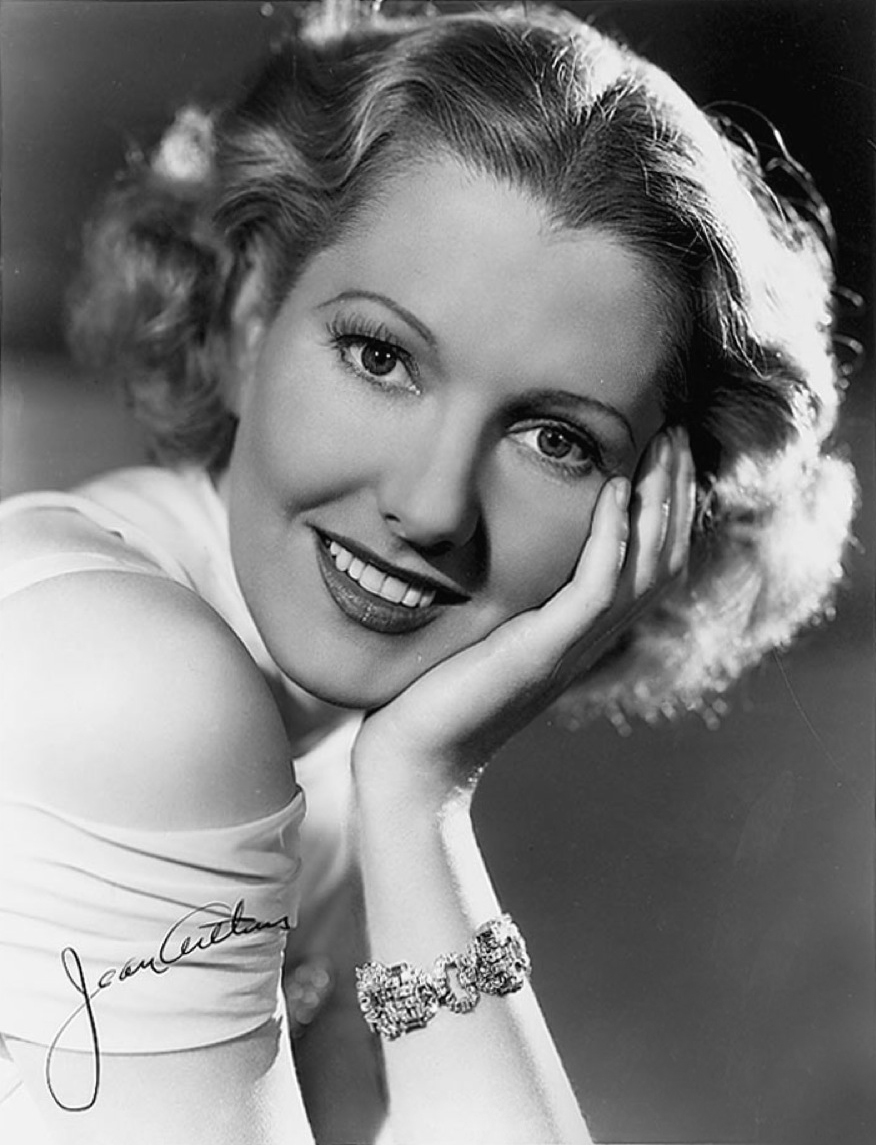
Jean Arthurová v polovině 30. let

### Mládí a začátek kariéry
Narodila se 17. října 1900 jako nejmladší dítě a jediná dcera Huberta Sidneyho Greena a Johanny Augusty Nelsonové. V mládí se s rodinou poměrně často stěhovala a jelikož její otec pracoval jako fotograf pro Woodward Studios, rodině se příliš nevěnoval a proto Jean vyrůstala hlavně se svou matkou a třemi staršími bratry.
Krátce po vypuknutí první světové války opustila střední školu a vydala se pracovat na Manhattan jako stenografka. Na počátku 20. století si vydělávala i komerčním modelingem a právě tehdy ji objevila společnost Fox Film Studios (později 20th Century Fox), se kterou brzy poté uzavřela roční smlouvu a debutovala v němém filmu Cameo Kirby (1923). Při natáčení jejího druhého filmu The Temple of Venus (1923) ji však režisér Henry Otto z důvodu nedostatku talentu nahradil Mary Philbinovou a naštvaná Jean proto chtěla s filmy nadobro skončit. Kvůli své smlouvě však neochotně zůstala a zahrála si alespoň v pár krátkých komediích.
Nedlouho poté však zapůsobila na producenta Lestera F. Scotta Jr., který se to s tehdy neznámou herečkou rozhodl zkusit a jen během následujících dvou let se mu povedlo ji obsadit do více než 20 westernů. Za své výkony však dostávala pouhých 25 dolarů za snímek, které se navíc musely točit v náročních podmínkách.
V roce 1927 se jí podařilo prosadit se do snímku Husband Hunters (1927), kterým na sebe konečně upoutala pozornost a hned na to pokračovala ještě úspěšnějším filmem Horse Shoes (1927). Po těchto snímcích jí studio zvedlo plat na 700 $ a i přes jejich obavy ji režisér Richard Wallace obsadil do hlavní role v komedii The Poor Nut (1927). Jean však nebyla se směrem své kariéry příliš spokojena a chtěla ji na určitou dobu také přerušit. Na žádnou pauzu však nedošlo a dál se objevila ve filmu Warming Up (1928), který produkovalo studio Famous Players-Lasky (brzy poté přejmenované na Paramount Pictures). Za své výkony si vysloužila chválu a nakonec se studiem podepsala i tříletou smlouvu na 150 $ týdně. 

### Vrchol kariéry
S přechodem ke zvukovým filmů musela začít trénovat svůj hlas a na počátku 30. let to dotáhla dokonce až na hvězdu v takshow. Zvukovým filmům se však zpočátku snažila spíše vyhýbat, ale nakonec kývla na roli v jejím prvním celoverčením filmu Případ zavražděného kanárka (1929), ve kterém si zahrála po boku Williama Powella a Louise Brooksové. V té době studio Paramount také nabíralo spoutu herců z divadel na Broadwayi s nimiž Jean musela o své prosazení bojovat. Tehdejší ředitel studia David O. Selznick si ji však začal hýčkat a kromě další spousty filmů ji dohodil i práci ve spoustě reklam. Jean však před fotografy velmi nerada pózovala a také nanáviděla rozhovory s novináři.
Selznick ji také obsadil do romantické komedie The Saturday Night Kid (1929), kde si zahrála po boku slavné herečky a sexsymbolu Clary Bow. Po dramatu Street of Chance (1930), ji však režisér John Cromwell řekl, aby se raději přestěhovala do New Yorku. Již téhož roku se tak také stalo a u Paramontu i Selznicka skočila. Po další tři roky hrála na Broadwayi a sbírala další zkušenosti.
Koncem roku 1933 se však znovu vrátila do Hollywoodu a po několika odmítnutých nabídkách se setkala s manažerem studia Columbia Pictures, který ji během natáčení jejich krimi dramatu Whirpool nabídl dlouhodobou smlouvu, ve které sliboval i finanční zajištění jejích rodičů. Své divadelní kariéry se však ještě nehodlala vzdát, ale nakonec souhlasila s pětiletou smlouvou, kterou podepsala 14. února 1934.
V následujícím roce si zahrála v několika úspěšných snímcích jako The Whole Town's Talking, Party Wire nebo If You Could Only Cook a její popularita začala opět stoupat. Velký zlom v její kariéře však udělal snímek Franka Capra Úžasná událost (1936), který ji povýšil až na mezinárodní hvězdu a jen v roce 1936 vydělala celkem 119 000 dolarů, což bylo víc než samotný prezident Spojených států. Se slávou však přišla i pozornost médií, což Jean nikdy neměla ráda a proto se neúčastnila téměř žádných společenských akcí, za což byla také často spojována se slavnou herečkou Gretou Garbo, která se též striktně vyhýbala většině večírků a setkání.
| „ | Raději bych si podřízla hrdlo, než abych poskytovala rozhovor s novináři. | “ |

Tou dobou si také chtěla opět vzít dovolenou, ale neustále na ni naléhala spousta režisérů a studií, takže si nakonec po dalších 9 let od své kariéry ani na chvíli neodpočinula. V polovině 40. let tak po celkem 20 filmech od Columbie odešla a na jejím místě hlavní hvězdy studia ji vystřídala Rita Hayworthová. Hned poté také ukončila svou kariéru a odešla do důchodu. Stále jí však přicházela spousta nabídek na další role, ale všechny kromě dvou výjimek odmítla. První výjimkou se v roce 1948 stala role ve filmu Billyho Wildera Zahraniční aféra (1948) a druhá v roce 1953, kdy se objevila v klasickém westernu Shane, který se nakonec stal největším kasovním thákem v celé její kariéře. Kromě těchto dvou filmů se objevila i v několika divadelních hrách na Broadwayi a v 60. letech hostovala i ve dvou televizních seriálech.
Jean Arthurová zemřela na srdeční selhání 19. června 1991 ve věku 90 let.

## Filmografie

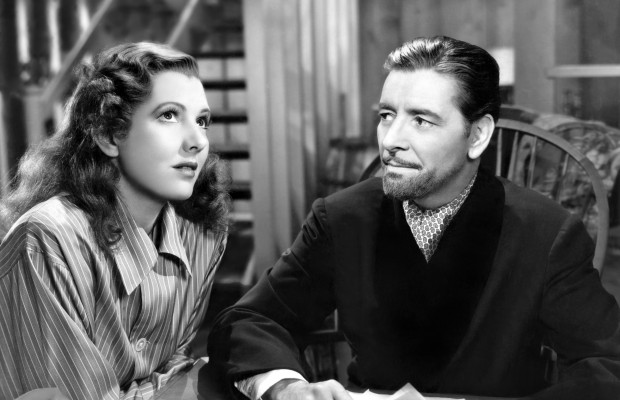
Jean Arthurová a Ronald Colman ve filmu Rozruch ve městě (1942).

- 1924 Fast and Fearless (režie Richard Thorpe)
- 1925 A Man of Nerve (režie George Hively)
- 1926 Born to Battle (režie Robert De Lacey)
- 1927 Husband Hunters (režie John G. Adolfi)
- 1928 Warming Up (režie Fred C. Newmeyer)
- 1929 Případ zavražděného kanárka (režie Frank Tuttle a Malcolm St. Clair)
- 1929 The Saturday Night Kid (režie A. Edward Sutherland)
- 1930 Street of Chance (režie John Cromwell)
- 1930 Young Eagles (režie William A. Wellman)
- 1930 Danger Lights (režie George B. Seitz)
- 1931 The Gang Buster (režie A. Edward Sutherland)
- 1934 Whirlpool (režie Roy William Neill)
- 1934 Most Precious Thing in Life (režie Lambert Hillyer)
- 1934 The Defense Rests (režie Lambert Hillyer)
- 1935 The Whole Town's Talking (režie John Ford)
- 1935 Party Wire (režie Erle C. Kenton)
- 1935 The Public Menace (režie Erle C. Kenton)
- 1935 If You Could Only Cook (režie William A. Seiter)
- 1936 Úžasná událost (režie Frank Capra)
- 1936 Adventure in Manhattan (režie Edward Ludwig)
- 1936 Velký Bill (režie Cecil B. DeMille)
- 1936 More Than a Secretary (režie Alfred E. Green)
- 1937 History Is Made at Night (režie Frank Borzage)
- 1937 Její milionář (režie Mitchell Leisen)
- 1938 Vždyť jsme jen jednou na světě (režie Frank Capra)
- 1939 Jen andělé mají křídla (režie Howard Hawks)
- 1939 Pan Smith přichází (režie Frank Capra)
- 1940 Too Many Husbands (režie Wesley Ruggles)
- 1940 Arizona (režie Wesley Ruggles)
- 1941 Ďábel a slečna Jonesová (režie Sam Wood)
- 1942 Rozruch ve městě (režie George Stevens)
- 1943 Veselá tlačenice (režie George Stevens)
- 1943 A Lady Takes a Chance (režie Henry Hathaway a William A. Seiter)
- 1944 The Impatient Years (režie Irving Cummings)
- 1948 Zahraniční aféra (režie Billy Wilder)
- 1953 Shane (režie George Stevens)